# Fontaulière
La Fontaulière  ou Fontolière ou  est une rivière française du département de l'Ardèche dans la région Auvergne-Rhône-Alpes, et un affluent gauche de l'Ardèche, donc un sous-affluent du Rhône.

## Géographie
D'une longueur de 20,9 kilomètres, la Fontaulière prend sa source près du lieu-dit La Vestide du Pal situé à 1 263 mètres d'altitude, dans la commune de Montpezat-sous-Bauzon, à une altitude de 1 005 mètres, juste à côté du sentier de grande randonnée GR 7. Après la traversée de la commune de Le Roux, elle coule globalement de l'ouest vers l'est.
Elle conflue au sud-est du château de Ventadour, entre les deux communes de Meyras et de Pont-de-Labeaume, à une altitude de 299 mètres, entre les lieux-dits Pont Rolandy et Pourtalou.

## Communes traversées
Dans le seul département de l'Ardèche, elle traverse six communes :
- dans le sens amont vers aval : Montpezat-sous-Bauzon (source), Le Roux, Meyras, Saint-Pierre-de-Colombier, Chirols, Pont-de-Labeaume.

## Affluents

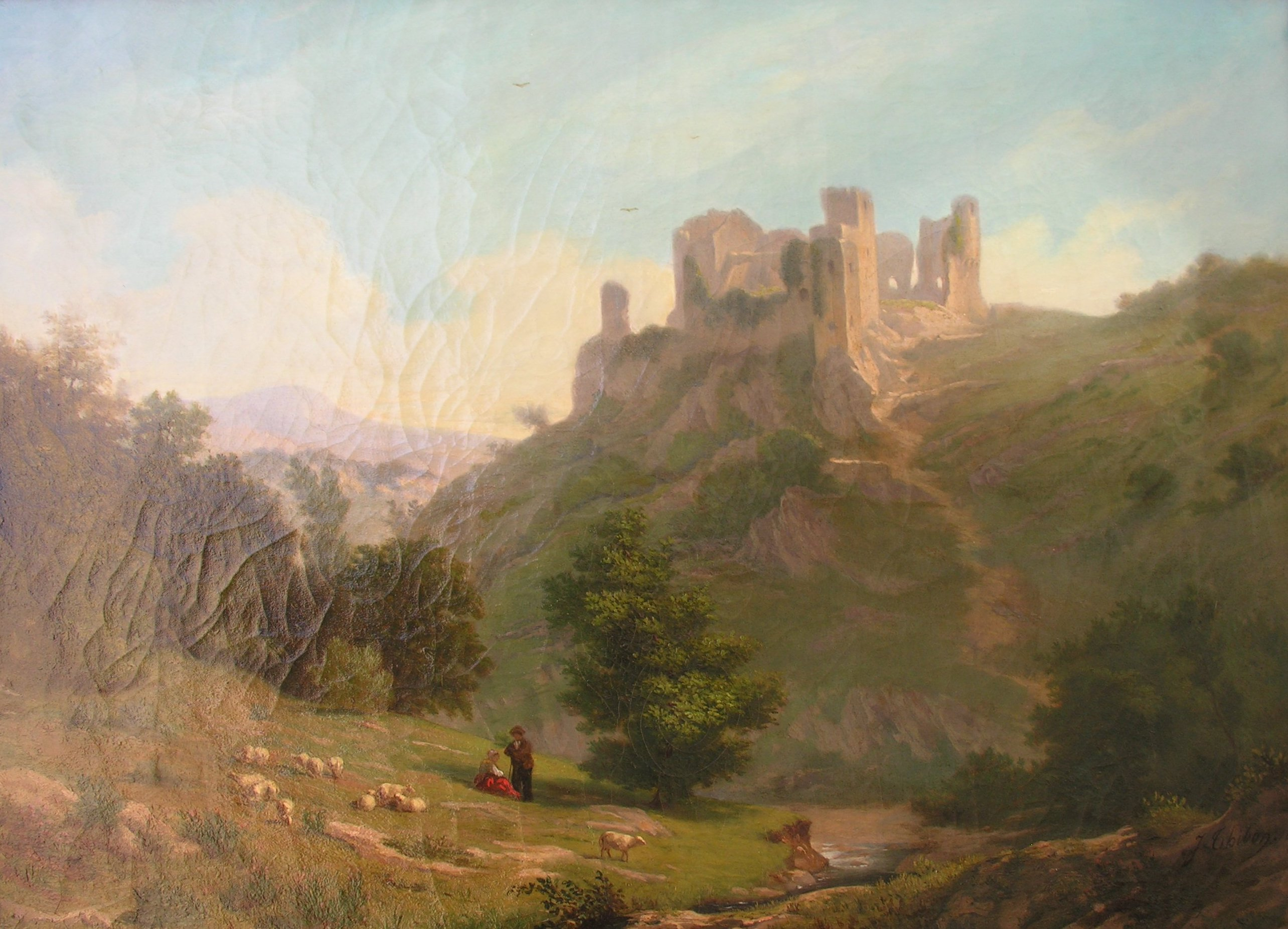
Les ruines du château de Ventadour par Jules Thibon.

La Fontaulière a vingt affluents référencés :
- le ruisseau de Bourefège (rive droite) 1,2 kilomètre dans la commune de Le Roux.
- le ruisseau des Chirouses (rive droite) 1,1 kilomètre dans la commune de Le Roux.
- le ruisseau de Rieugrand (rive droite) 2,6 kilomètres dans la commune de Le Roux.
- le ruisseau des Marions (rive droite) 1,2 kilomètre dans la commune de Le Roux.
- le ruisseau de Vauclare (rive droite) 6,8 kilomètres dans les communes de Mazan-l'Abbaye et  Le Roux avec cinq affluents référencés :
  - le ruisseau de Pra Petit (rive droite) 2,1 kilomètres dans la commune de Mazan-l'Abbaye.
  - le ruisseau du Pradous (rive droite) 1,5 kilomètre sur dans commune de Mazan-l'Abbaye.
  - le ruisseau de Fourdonne (rive droite) 1,2 kilomètre dans la commune de Mazan-l'Abbaye.
  - le ruisseau de Revenory (rive gauche) 1,1 kilomètre dans la commune de Le Roux.
  - le ruisseau de Cheylas (rive gauche) 1,2 kilomètre dans la commune de Le Roux.
- le ruisseau de Combe Moulin (rive droite) 1,4 kilomètre dans la commune de Le Roux.
- le ruisseau de la Vernatelle (rive gauche) 1,7 kilomètre dans la commune de Le Roux.
- le ruisseau de la Combe (rive droite) 1,1 kilomètre dans la commune de Montpezat-sous-Bauzon.
- le ruisseau de Chante-Merle (rive gauche) 1,2 kilomètre dans la commune de Montpezat-sous-Bauzon.
- le ruisseau des Grisières (rive droite) 1,3 kilomètre dans la commune de Montpezat-sous-Bauzon.
- le ruisseau de Pourseille (rive gauche) 5,7 kilomètres dans la commune de Montpezat-sous-Bauzon avec 4 ruisseaux affluents.
- le Riou Grand (rive gauche) 1,6 kilomètre dans la commune de Montpezat-sous-Bauzon.
- le ruisseau des Brugettes (rive droite) 1,8 kilomètre dans les deux communes de Meyras et Montpezat-sous-Bauzon.
- le ruisseau des Achas (rive droite) 1,7 kilomètre dans la commune de Meyras.
- la rivière la Bourges (rive gauche) 19,4 kilomètres dans quatre communes avec vingt-trois affluents référencés.
- le ruisseau du Bosc (rive gauche) 2,6 kilomètres dans les deux communes de Chirols et Meyras avec un affluent :
  - le ruisseau d'Aubignas (rive droite) 1,8 kilomètre dans la commune de Chirols.
- le ruisseau du Fesc (rive gauche) 1,3 kilomètre dans la commune de Chirols.
- le ruisseau Durand (rive droite) 1 kilomètre dans les deux communes de Chirols et Meyras.
- le ruisseau de Sinchère (rive gauche) 1 kilomètre dans les deux communes de Chirols et Meyras.
- le ruisseau de Brunissard (rive gauche) 2,8 kilomètres dans les quatre communes de Chirols, Meyras, Pont-de-Labeaume et Vals-les-Bains avec un affluent référencé :
  - le ruisseau de la Chabane (rive droite) 1,2 kilomètre dans la commune de Chirols.

Le rang de Strahler est donc de trois.

## Hydrologie
Une station hydrométrique a fonctionné de mai 1978 à janvier 1986 à Meyras au Pont de Pourtalou, à la confluence. Le bassin versant y est de 131 kilomètres carrés et l'altitude de 299 mètres. Le débit moyen y était de 27,5 m3/s - intervalle de confiance = 0,95 -. Sur les 2184 jours de mesure effectué le débit maximal était de 250 m3/s le 8 novembre 1982 et le débit journalier maximal de 169 m3/s ce même jour.

## Écologie

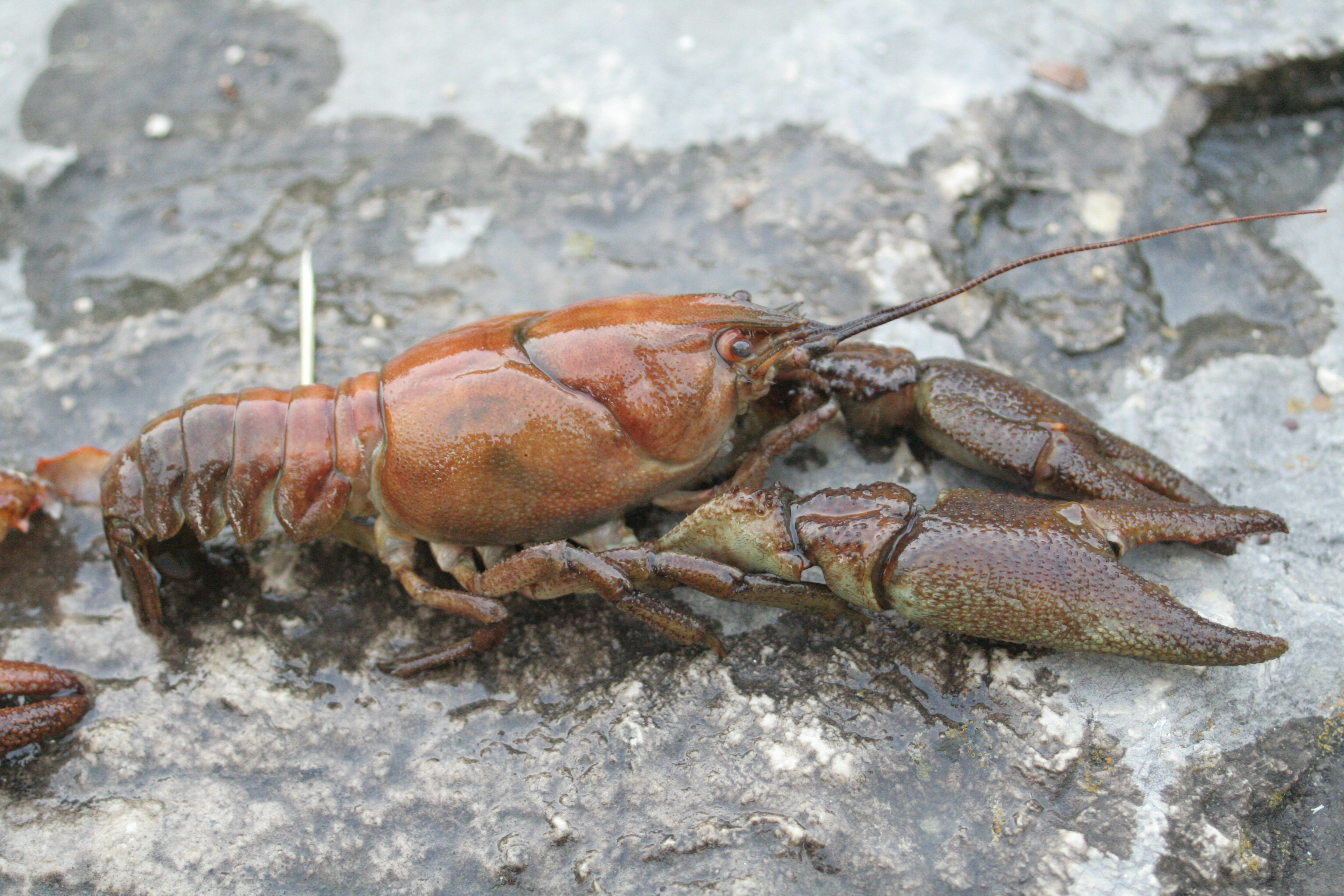
L'écrevisse à pattes blanches.

La Fontaulière est une rivière encaissée de la haute Cévennes, en ZNIEFF de type I, avec deux zones d'une superficie de 116,45 hectares et 556,43 hectares. Elle a sur son territoire des libellules, des écrevisses à pattes blanches, des loutres, et des truites farios, ainsi que du sonneur à ventre jaune ou de la salamandre tachetée.
Sur la rive gauche de la Fontaulière, des oiseaux rupestres, tels le faucon pèlerin et le grand-duc d'Europe, le merle de roche et le grand corbeau nichent. Avec des circaètes Jean-le-Blanc, des palombes ainsi que des fauvettes pitchou et des bruants fous, la variété est large.

## Aménagements
La vallée de la Fontaulière était une vallée moulinière.
La Fontaulière reçoit les eaux des retenues sises sur le haut bassin de la Loire (plateau ardéchois) turbinées à la centrale hydroélectrique de Montpezat-sous-Bauzon, en provenance notamment du Lac d'Issarlès.
À l'aval de l'exutoire du canal de fuite EDF dans la Fontaulière fut construit le barrage de Pont-de-Veyrières, dont la centrale hydroélectrique se trouve dans la commune de Meyras.
Il permet, outre la production d'électricité, de fournir de l'eau potable à une grande partie du sud de l'Ardèche et de garantir un soutien d'étiage au faible débit estival de l'Ardèche rendant ainsi possible les activités aquatiques sur cette dernière.
Ce soutien s'effectue grâce aux eaux stockées dans les barrages du haut bassin de la Loire sur le plateau ardéchois.
On peut aussi pratiquer le canoë-kayak sur la Fontaulière en fonction des éclusées du barrage de Pont-de-Veyrières.